# Acacia froggattii
Acacia froggattii é uma espécie de leguminosa do gênero Acacia, pertencente à família Fabaceae.